# 三分丹
三分丹（学名：Tylophora atrofolliculata）是夹竹桃科娃儿藤属的植物。分布于中国大陆的云南、广西、广东等地，生长于海拔800米的地区，一般生于旷野、山地疏密林中和平原的灌木丛中，目前尚未由人工引种栽培。

## 别名
蛇花藤、黎针（广西）；毛果娃儿藤（通称）